# Sarudik (plaats)
Sarudik is een bestuurslaag in het regentschap Tapanuli Tengah van de provincie Noord-Sumatra, Indonesië. Sarudik telt 7201 inwoners (volkstelling 2010).